# Ines Estedt
Ines Estedt (* 12. Dezember 1967 in Magdeburg) ist eine ehemalige deutsche Triathletin. Sie ist Triathlon-Weltmeisterin (1997, 2002), Europameisterin auf der Langdistanz (1995) und wird in der Bestenliste deutscher Triathletinnen auf der Ironman-Distanz geführt.

## Werdegang
In ihrer Jugend trainierte sie in der Leichtathletik-Abteilung des SG Dynamo Magdeburg. Ab 1985 war sie Geherin in der DDR-Nationalmannschaft und wurde mehrfache DDR-Meisterin. 1991 begann sie mit dem Triathlon. Sie wurde trainiert von Andreas Barth und startete für den SC Neubrandenburg.
Im August 1994 wurde sie Deutsche Meisterin auf der Triathlon-Langdistanz bei der Erstaustragung einer nationalen Meisterschaft im Rahmen des Jümme-Triathlon.

### Europameisterin Triathlon-Langdistanz 1995
1995 wurde sie beim Jümme-Triathlon Europameisterin auf der Ironman-Distanz in 8:56:04 h (4 km Schwimmen, 120 km Radfahren und 30 km Laufen) und zur Triathletin des Jahres ernannt.

### Weltmeisterin Triathlon-Langdistanz 1997 und 2002
1996 konnte sie den Triathlon International de Nice gewinnen und diesen Sieg im Folgejahr wiederholen: Im Juni 1997 wurde Ines Estedt damit Weltmeisterin über die Triathlon-Langdistanz.
2002 konnte sie diesen Erfolg in Nizza nochmals wiederholen, obwohl sie zuvor ihre Karriere offiziell schon beendet hatte.
Seit 2002 tritt Estedt nicht mehr international in Erscheinung.
Ines Estedt hat eine abgeschlossene Banklehre, sie lebte bis Oktober 2018 in Neubrandenburg und war ebenda bis Oktober 2018 im Bundesnachwuchsstützpunkt als Trainerin aktiv.
Seit 2018 ist sie Grundschullehrerin in Boizenburg/Elbe.

## Auszeichnungen
- Triathletin des Jahres, 1995

## Sportliche Erfolge
| Datum/Jahr    | Rang | Wettbewerb                                         | Austragungsort    | Zeit     | Bemerkung                                                                                              |
| ------------- | ---- | -------------------------------------------------- | ----------------- | -------- | --- |
| 7. Aug. 2010  | 1    | Güstrower Triathlon                                | Güstrow           | 02:14:48 | Siegerin auf der olympischen Distanz – neben Andreas Raelert                                           |
| 26. Juli 2008 | 1    | Leipziger Triathlon                                | Leipzig           | 02:12:33 | 1,5 km Schwimmen, 40 km Radfahren und 10 km Laufen                                                     |
| 2002          | 2    | Alpen-Triathlon                                    | Schliersee        | 02:24:54 | |
| 27. Juni 2002 | 1    | DTU Deutsche Meisterschaft Triathlon Mitteldistanz | Immenstadt        | 04:39:19 | Deutsche Meisterin (2 km Schwimmen, 92 km Radfahren und 21 km Laufen)                                  |
| 23. Juni 2001 | 9    | ETU Triathlon European Championships               | Karlsbad          | 02:23:28 | [ 6 ]                                                                                                  |
| 1999          | 3    | DTU Deutsche Triathlon-Meisterschaft Kurzdistanz   | Frankfurt am Main |          | auf der Kurzdistanz                                                                                    |
| 4. Juli 1998  | 8    | ETU Triathlon European Championships               | Velden            | 02:05:54 | Triathlon-Europameisterschaft auf der Kurzdistanz (1,5 km Schwimmen, 40 km Radfahren und 10 km Laufen) |
| 1997          | 1    | DTU Deutsche Triathlon-Meisterschaft Kurzdistanz   | Xanten            |          | Deutsche Meisterin auf der Kurzdistanz                                                                 |
| 30. Juli 1995 | 6    | ETU Triathlon European Championships               | Stockholm         | 02:03:49 | Europameisterschaft auf der Kurzdistanz                                                                |
| 1993          | 1    | Spreewald-Triathlon                                | Deutschland       | 04:35:53 | 2,2 – 84 – 20                                                                                          |

| Datum/Jahr    | Rang | Wettbewerb                                          | Austragungsort | Zeit     | Bemerkung                                                                                             |
| ------------- | ---- | --------------------------------------------------- | -------------- | -------- | --- |
| 22. Sep. 2002 | 1    | ITU Long Distance Triathlon World Championships     | Nizza          | 07:06:43 | Sieg und damit Langdistanz-Weltmeisterin beim Triathlon International de Nice                         |
| 8. Juni 1997  | 1    | ITU Long Distance Triathlon World Championships     | Nizza          | 06:14:23 | Die Langdistanz-Weltmeisterschaft wurde 1997 im Zuge des Triathlon International de Nice ausgetragen. |
| 7. Sep. 1996  | 9    | ITU Long Distance Triathlon World Championships     | Muncie         | 04:25:25 | Weltmeisterschaft auf der Langdistanz                                                                 |
| 28. Sep. 1996 | 1    | Triathlon International de Nice                     | Nizza          |          | |
| 1. Okt. 1995  | 3    | ITU Long Distance Triathlon World Championships     | Nizza          | 06:41:40 | Weltmeisterschaft auf der Langdistanz beim Triathlon International de Nice                            |
| 1. Okt. 1995  | 1    | ITU Long Distance Triathlon World Championship Team | Nizza          |          | Mannschafts-Weltmeisterin zusammen mit Ute Schäfer (2.) und Brigitte Scheithauer (7.)                 |
| 7. Aug. 1995  | 1    | ETU Long Distance Triathlon European Championships  | Jümme          | 08:56:05 | deutsche Bestzeit bei der Europameisterschaft im Rahmen des Jümme-Triathlon                           |
| 1995          | 1    | DTU Deutsche Triathlon-Meisterschaft Langdistanz    | Deutschland    |          | Deutsche Meisterin auf der Langdistanz                                                                |
| 15. Okt. 1994 | 9    | Ironman Hawaii                                      | Hawaii         | 09:57:27 | |
| 10. Juli 1994 | 4    | Ironman Europe                                      | Roth           | 09:20:38 | |
| 8. Aug. 1994  | 1    | DTU Deutsche Triathlon-Meisterschaft Langdistanz    | Jümme          |          | Deutsche Meisterin auf der Langdistanz beim Jümme-Triathlon                                           |
| 10. Okt. 1992 | 15   | Ironman Hawaii                                      | Hawaii         | 10:02:08 | |
| 11. Juli 1992 | 7    | Ironman Europe                                      | Roth           | 09:18:48 | |
| 19. Okt. 1991 | 33   | Ironman Hawaii                                      | Hawaii         | 10:47:45 | |
| 13. Juli 1991 | 9    | Ironman Europe                                      | Roth           | 09:52:10 | |

| Datum/Jahr    | Rang | Wettbewerb | Austragungsort | Zeit     | Bemerkung   |
| ------------- | ---- | ---------- | -------------- | -------- | ----------- |
| 18. Okt. 1987 |      |            | Magdeburg      | 01:42:38 | 20 km Gehen |

(DNF – Did Not Finish)